# 비벡 라마스와미

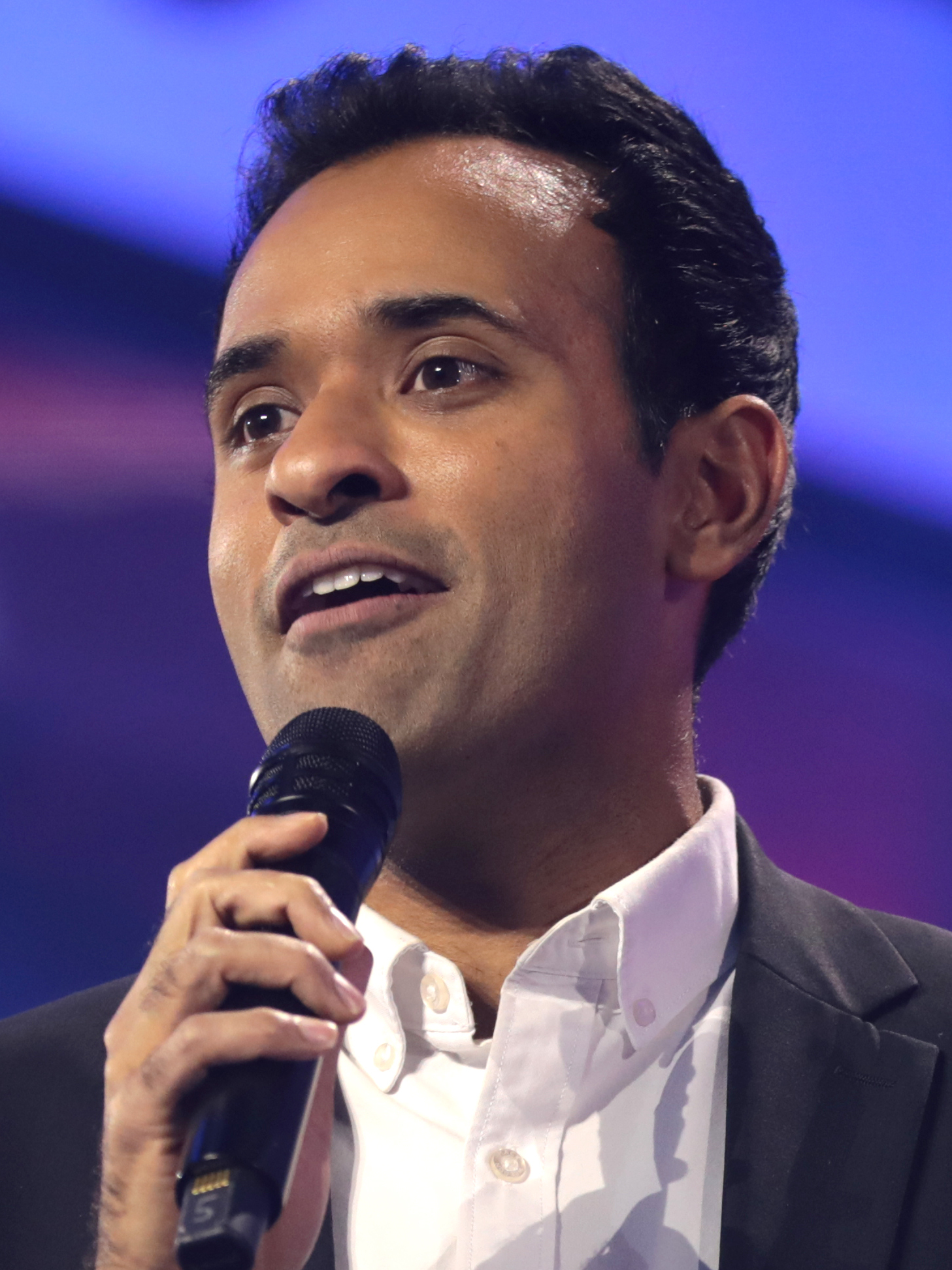
비벡 라마스와미

비벡 가나파티 라마스와미(Vivek Ganapathy Ramaswamy)는 미국의 기업인 출신 정치인이다. 인도계 미국인으로, 2024년 대통령 선거를 앞두고 공화당 경선에 출마하였다. 경선 최연소 후보자로 두각을 드러내고 있으며, 론 드샌티스와 경쟁을 벌였었다. 한때, 도널드 트럼프 전 대통령의 러닝메이트로도 거론되었다.